# Leo Witoszynskyj

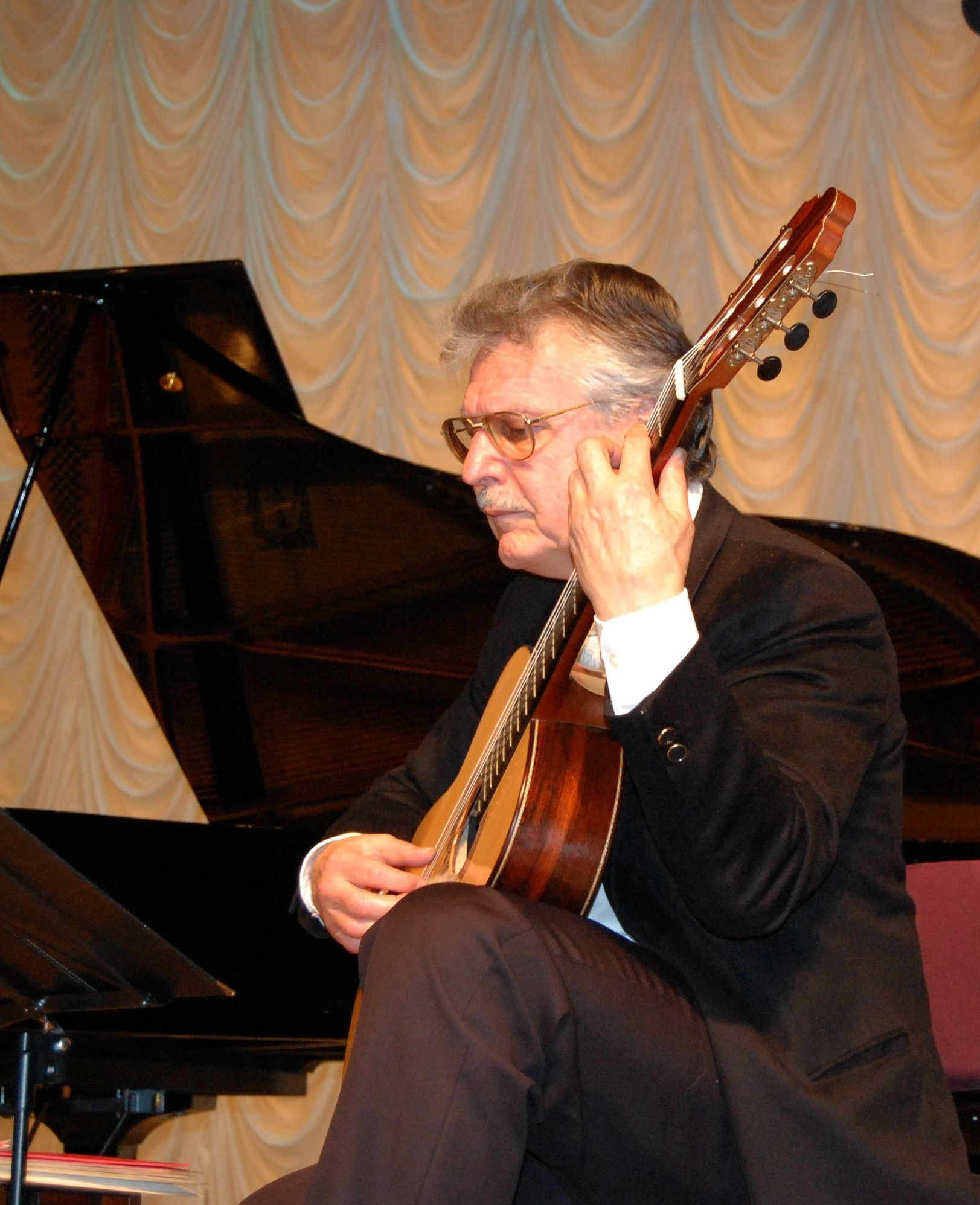
Leo Witoszynskyj, 2007

Leo Witoszynskyj (* 23. Juni 1941 in Wien; † 1. Oktober 2008 in Graz) war ein österreichischer Gitarrist und Universitätsprofessor für Gitarre an der Kunstuniversität Graz.

## Leben
Witoszynskyj wuchs in Wien-Josefstadt auf. Er studierte von 1956 bis 1964 Gitarre bei Luise Walker an der Musikakademie Wien und erlangte sein Diplom 1964 mit Auszeichnung. Er nahm 1961, 1963 und 1965 an Meisterklassen bei Andrés Segovia und Narciso Yepes teil.
Neben dem Gitarre-Studium studierte er Jus an der Universität Wien, wo er 1966 zum Doktor juris promovierte.
Sein Konzertdebüt gab er 1964 in Nürnberg. Er unterrichtete ab 1964 am Prayner-Konservatorium in Wien und ab 1964 an der Grazer Musikakademie (die spätere Musikhochschule bzw. Musikuniversität und heutige Kunstuniversität Graz). Ab 1974 war er in Graz ao. Professor, ab 1980 ordentlicher Professor, von 1980 bis 1988 war er zudem Rektor-Stellvertreter.
Im Jahr 1968 gewann er den 1. Internationalen Wettbewerb für Gitarre in Alessandria (Italien).
Seine rege Konzerttätigkeit führte ihn durch die ganze Welt – mit Rezitals, als Kammermusiker und Solist mit renommierten Orchestern. Zudem wurde er als Juror zu zahlreichen bedeutenden Wettbewerben hinzugezogen. Eine Vielzahl an LP-, MC- und CD-Einspielungen konsolidierten seinen ausgezeichneten Ruf.
Seine Konzertreisen führten ihn in zahlreiche europäische (u. a. Deutschland, England, Italien, Kroatien, Türkei, Ukraine) und außereuropäische Länder (u. a. Indonesien, Iran, Kuwait, USA, Venezuela). Er spielte mit dem Flötisten Gottfried Hechtl, dem Gitarristen Timothy Walker, der Pianistin Rosario Marciano, der Sängerin Ira Malaniuk, dem Geiger Ostap Shutko, dem BBC-Concert Orchestra, dem Birmingham City Orchestra und den Wiener Symphonikern.
Witoszynskyj war mit Eleonore Witoszynskyj (geb. Kujal) verheiratet und Vater zweier Söhne.

## Diskografie (Auswahl)

### Solo
- International Guitar, 1970 (LP)
- Tonspiele, 1995 (CD)
- Gitarre Rezital 2, 1997 (CD)
- A Guitar Narrates, 1999 (CD)
- Im Herzen Europas, 2004 (CD)
- Klangbilder, 2006 (CD)
- Moods and colours, 2007 (CD)

### Duette und Ensembles
- Ensemble Pro Arte Antiqua, Hans Kann, Leo Witoszynskyj (Vihuela): Clément Janequin – La Chanson De Paris, 1970 (LP)
- Ira Malaniuk, Leo Witoszynskyj - Ukrainische Volkslieder und Tänze, 1977 (LP)
- Leo Witoszynskyj, Rosario Marciano – Music For Guitar & Piano, 1978 (LP)
- Luise Walker, Leo Witoszynskyj - Kytarový Recitál, 1978 (LP)
- Mary Thomas, Timothy Walker, Leo Witoszynskyj – Songs for Lute & Guitar & Guitar Duos, 1985 (MC)
- Leo Witoszynskyj, Timothy Walker, Mary Thomas – "Folk Songs" & Music for two guitars, 1985 (MC)
- Leo Witoszynskyj, Brünner Streichquartett – Fandago – Walzer – Swing, 1990 (CD)
- Leo Witoszynskyj, Ostap Shutko – Concert in Lviv, 2004 (CD)
- Leo Witoszynskyj, Ostap Shutko – Cantabile e ritmico, 2006 (CD)
- Gottfried Hechtl, Leo Witoszynskyj, 2007 (CD)

## Publikationen
- Leo Witoszynskyj: Cantabile e ritmico – Über die Kunst des Gitarrespiels, Doblinger Verlag (2003)
- Fachartikel, u. a.: Vihuela u. Gitarre im Spiegel neuer Literatur in ÖMZ 30 (1975)
- Die Gitarre in der Kammermusik und der Beitrag Wiens in ÖMZ 31 (1976)

## Auszeichnungen
- Gewinner des Internationalen Wettbewerbs für Gitarre in Alessandria/Italien 1968
- Preisträger bei Wettbewerben in Liège/Belgien und Vercelli/Italien
- Großes Ehrenzeichen für Verdienste um die Republik Österreich 1992
- Professor h. c. der Musikakademie L’viv/Ukraine 1998
- „Verdienter Künstler der Ukraine“ 2001
- Mitglied der Europäischen Akademie der Wissenschaften und Künste